# Nutná a postačující podmínka
V logice mohou mezi dvěma souvisejícími tvrzeními (větami, výroky) existovat vztahy, pro které se používají zažitá označení nutná, resp. postačující podmínka.
- Tvrzení {\displaystyle A} je nutnou podmínkou pro jiné tvrzení {\displaystyle B}, pokud {\displaystyle B} nemůže platit, aniž by platilo {\displaystyle A}. Jinak řečeno, {\displaystyle B} platí jen tehdy, pokud platí {\displaystyle A}. Věta „X je čtyřúhelník“ je nutná podmínka pro to, aby mohlo platit, že „X je čtverec“. Pokud X není čtyřúhelník, nemůže to být čtverec. (Není to však podmínka postačující, protože například lichoběžník je čtyřúhelník, ale není čtverec.) Říkáme, že {\displaystyle B} implikuje {\displaystyle A} a zapisujeme jako {\displaystyle B\Rightarrow A}, případně {\displaystyle A\Leftarrow B}.
- Tvrzení {\displaystyle A} je postačující podmínkou pro jiné tvrzení {\displaystyle B}, pokud {\displaystyle B} platí vždy, když platí {\displaystyle A}. Jinak řečeno, {\displaystyle B} platí tehdy, když platí {\displaystyle A}. Věta „X je čtverec“ je postačující podmínka k tomu, aby platilo, že „X je čtyřúhelník“. (Není to však podmínka nutná: kosočtverec není čtverec, a přesto je čtyřúhelník.) Říkáme, že {\displaystyle A} implikuje {\displaystyle B} a zapisujeme jako {\displaystyle A\Rightarrow B}.
- Tvrzení {\displaystyle A} je nutnou i postačující podmínkou pro tvrzení {\displaystyle B}, pokud {\displaystyle B} platí tehdy a jen tehdy (právě tehdy), když platí {\displaystyle A}. Věta „X je čtverec“ platí tehdy a jen tehdy, pokud platí, že „X je rovnostranný pravoúhlý čtyřúhelník“. Obě tvrzení tedy platí vždy společně a jejich vztah lze obrátit. Říkáme, že {\displaystyle A} je ekvivalentní {\displaystyle B}, případně, že {\displaystyle A} implikuje {\displaystyle B} a {\displaystyle B} implikuje {\displaystyle A} a zapisujeme {\displaystyle A\Leftrightarrow B}.

## Příklady

### Nutná podmínka
Nutnou podmínkou, aby celé číslo bylo dělitelné šesti, je, že číslo musí být sudé. V tomto případě je podmínkou, že číslo je sudé (tzn. věta {\displaystyle A}). Číslo je dělitelné šesti představuje větu {\displaystyle B}.
Avšak každé číslo dělitelné šesti je také dělitelné dvěma, tedy je sudé. Tzn. pokud je splněna věta {\displaystyle B} (číslo je dělitelné šesti), je vždy splněna věta {\displaystyle A} (číslo je sudé). Věta {\displaystyle A} (číslo je sudé) je tedy nutnou podmínkou věty {\displaystyle B} (číslo je dělitelné šesti).
Každé sudé číslo však nemusí být dělitelné číslem šest (např. číslo 4). Pokud je tedy splněna věta {\displaystyle A} (číslo je sudé), nemusí být splněna věta {\displaystyle B} (číslo je dělitelné šesti). Věta {\displaystyle A} tedy není postačující podmínkou věty {\displaystyle B}.

### Postačující podmínka
Postačující podmínkou, aby celé číslo bylo dělitelné šesti, může být např. podmínka, že číslo musí být dělitelné dvanácti. Číslo je dělitelné dvanácti představuje větu {\displaystyle A}, a číslo je dělitelné šesti větu {\displaystyle B}.
Každé číslo dělitelné dvanácti je také dělitelné šesti, tzn. pokud je splněna věta {\displaystyle A} (číslo je dělitelné dvanácti), je splněna také věta {\displaystyle B} (číslo je dělitelné šesti). Věta {\displaystyle A} je tedy postačující podmínkou věty {\displaystyle B}.
Je-li však splněna věta {\displaystyle B} (číslo je dělitelné šesti), nemusí být splněna věta {\displaystyle A} (číslo je dělitelné dvanácti). Takovými čísly jsou např. 6, 18 atd. Věta {\displaystyle A} tedy není nutnou podmínkou věty {\displaystyle B}.

### Nutná a postačující podmínka
Nutnou a postačující podmínkou, aby celé číslo bylo dělitelné šesti, je, aby číslo bylo sudé a dělitelné třemi. Podmínkou (větou {\displaystyle A}) je zde, že číslo musí být sudé a dělitelné třemi, číslo je dělitelné šesti je věta {\displaystyle B}.
Je-li číslo dělitelné dvěma i třemi, pak je také dělitelné šesti. Současně platí, že číslo dělitelné šesti je dělitelné dvěma a třemi. Pokud tedy platí věta {\displaystyle A} (číslo je sudé a dělitelné třemi), musí platit také věta {\displaystyle B} (číslo je dělitelné šesti).
Věta {\displaystyle A} je tedy postačující podmínkou věty {\displaystyle B}. Platí-li však věta {\displaystyle B} (číslo je dělitelné šesti), pak platí také věta {\displaystyle A} (číslo je sudé a dělitelné třemi).
Věta {\displaystyle A} je tedy také nutnou podmínkou věty {\displaystyle B}. Tzn. věta {\displaystyle A} je nutnou a postačující podmínkou věty {\displaystyle B}. Uvedenou podmínku můžeme slovně vyjádřit tak, že číslo je dělitelné šesti tehdy a pouze tehdy, je-li sudé a dělitelné třemi.